# Neunkirchen (Unterfranken)
Neunkirchen (ⓘ) ist eine Gemeinde im unterfränkischen Landkreis Miltenberg. 

## Geografie

### Geografische Lage
Die ländliche Wohngemeinde Neunkirchen liegt im Geo-Naturpark Bergstraße-Odenwald zwischen Wertheim und Miltenberg. Der topographisch höchste Punkt der Gemeinde befindet sich mit 364,1 m ü. NHN (Lage) auf einer nicht weiter benannten Hochfläche nördlich von Umpfenbach, der niedrigste liegt am Otterbach auf 202 m ü. NHN (Lage).

### Gemeindegliederung
Neunkirchen hat drei Gemeindeteile (in Klammern der Siedlungstyp):
- Neunkirchen (Pfarrdorf)
- Richelbach (Kirchdorf)
- Umpfenbach (Kirchdorf)

## Name

### Etymologie
Der Name Neunkirchen besteht aus den mittelhochdeutschen Wörtern niuwe und kirche. Sie bedeuten neue Kirche.

### Frühere Schreibweisen
Frühere Schreibweisen des Ortes aus diversen historischen Karten und Urkunden:
| - 1248 Nůwenkirchen - 1289 Nuwenchirchen - 1312 Nuwenkirchen | - 1337 Nuenkirchen - 1361 Nůnkirchen - 1554 Neunkircha | - 1576 Neunkirchen |

## Geschichte

### Erste Erwähnung
Der Ort wurde 1232 erstmals erwähnt, war die längste Zeit seiner Geschichte unter der Herrschaft des Erzstifts Mainz und galt als wohlhabende Bauerngemeinde.

### Verwaltungsgeschichte
Im Jahr 1862 wurde das Bezirksamt Miltenberg gebildet, auf dessen Verwaltungsgebiet Neunkirchen lag. Wie überall im Deutschen Reich wurde 1939 die Bezeichnung Landkreis eingeführt. Neunkirchen war nun eine der 31 Gemeinden im Altkreis Miltenberg. Dieser schloss sich am 1. Juli 1972 mit dem Landkreis Obernburg am Main zum neuen Landkreis Miltenberg zusammen.

### Eingemeindungen
Die Gemeinde Neunkirchen entstand durch den Zusammenschluss der Gemeinden Neunkirchen, Richelbach und Umpfenbach am 1. Juli 1975.

### Einwohnerentwicklung
Im Zeitraum 1988 bis 2018 stieg die Einwohnerzahl von 1297 auf 1460 um 163 Einwohner bzw. um 12,6 %. 2001 zählte Neunkirchen 1560 Einwohner.
Quelle: BayLfStat

## Politik

### Bürgermeister
Wolfgang Seitz (Wählergemeinschaft Umpfenbach, Neunkirchen, Richelbach) ist seit 1. Mai 2002 ehrenamtlicher Bürgermeister; er wurde am 15. März 2020 mit 94,2 Prozent der Stimmen für weitere sechs Jahre gewählt.

### Gemeinderat
Der Gemeinderat von Neunkirchen hat 13 Mitglieder einschließlich des Ersten Bürgermeisters.
Die Kommunalwahl 2020 ergab diese Sitzverteilung:
Insgesamt 12 Sitze 
- WG Umpfenbach: 4
- WG Neunkirchen: 4
- WG Richelbach: 4

Die Sitzverteilung ist unverändert wie in der Amtszeit 2014 bis 2020.

### Wappen
| Wappen von Neunkirchen | Blasonierung: „In Silber über einer gesenkten, eingeschweiften roten Spitze, darin ein sechsspeichiges silbernes Rad, nebeneinander ein roter Bügelhelm in Seitenansicht und die nach links gewendete rote Krümme eines Äbtissinnenstabes.“ |
| Wappen von Neunkirchen | |

### Verwaltung
Die Gemeinde ist Mitglied der Verwaltungsgemeinschaft Erftal mit Sitz in Bürgstadt.

## Windpark Neunkirchen

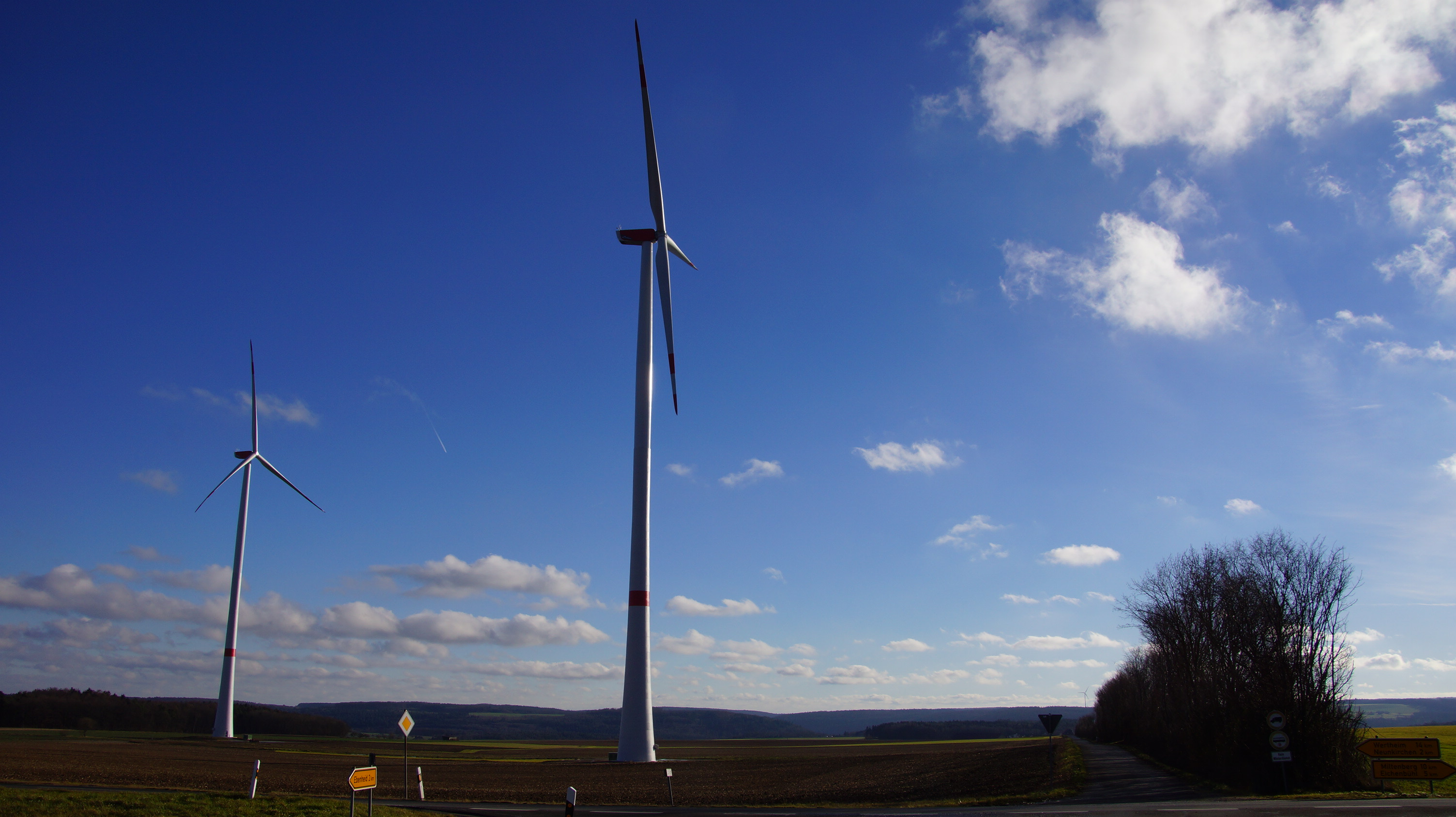
Windpark Neunkirchen

Die Stadtwerke Tübingen haben im Windpark Neunkirchen bei Neunkirchen-Umpfenbach zwei für insgesamt 10 Mio. Euro erbaute Windkrafträder des Typs Nordex N117/2400 mit jeweils 2,4 MW erworben, die im Winter 2013 in Betrieb gingen. Die Nabenhöhe dieser Turbinen beträgt mit Fundament 141 Meter: Die beiden etwa 80 Meter hohen Stahlbetontürme werden jeweils durch einen 58 Meter hohen Stahlturm verlängert, so dass die knapp 60 m langen Rotorblätter eine Kreisfläche mit 117 m Durchmesser durchlaufen. Am 8. Oktober 2013 wurde die Montage der beiden Rotorsterne an den beiden Gondeln abgeschlossen.

## Kultur und Sehenswürdigkeiten

### Baudenkmäler

#### Katholische Pfarrkirche St. Peter und Paul

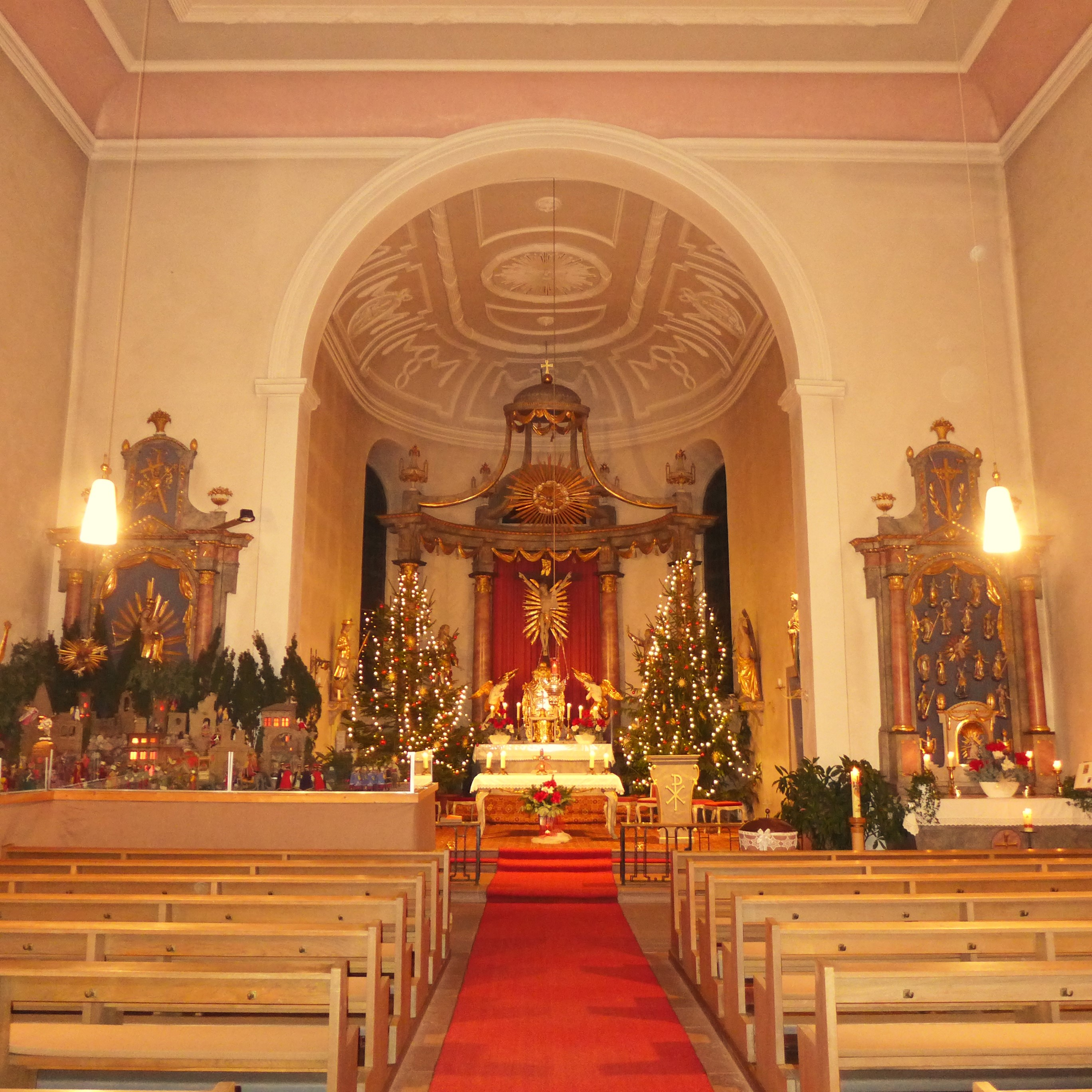
Kircheninneres mit Blick zur Apsis
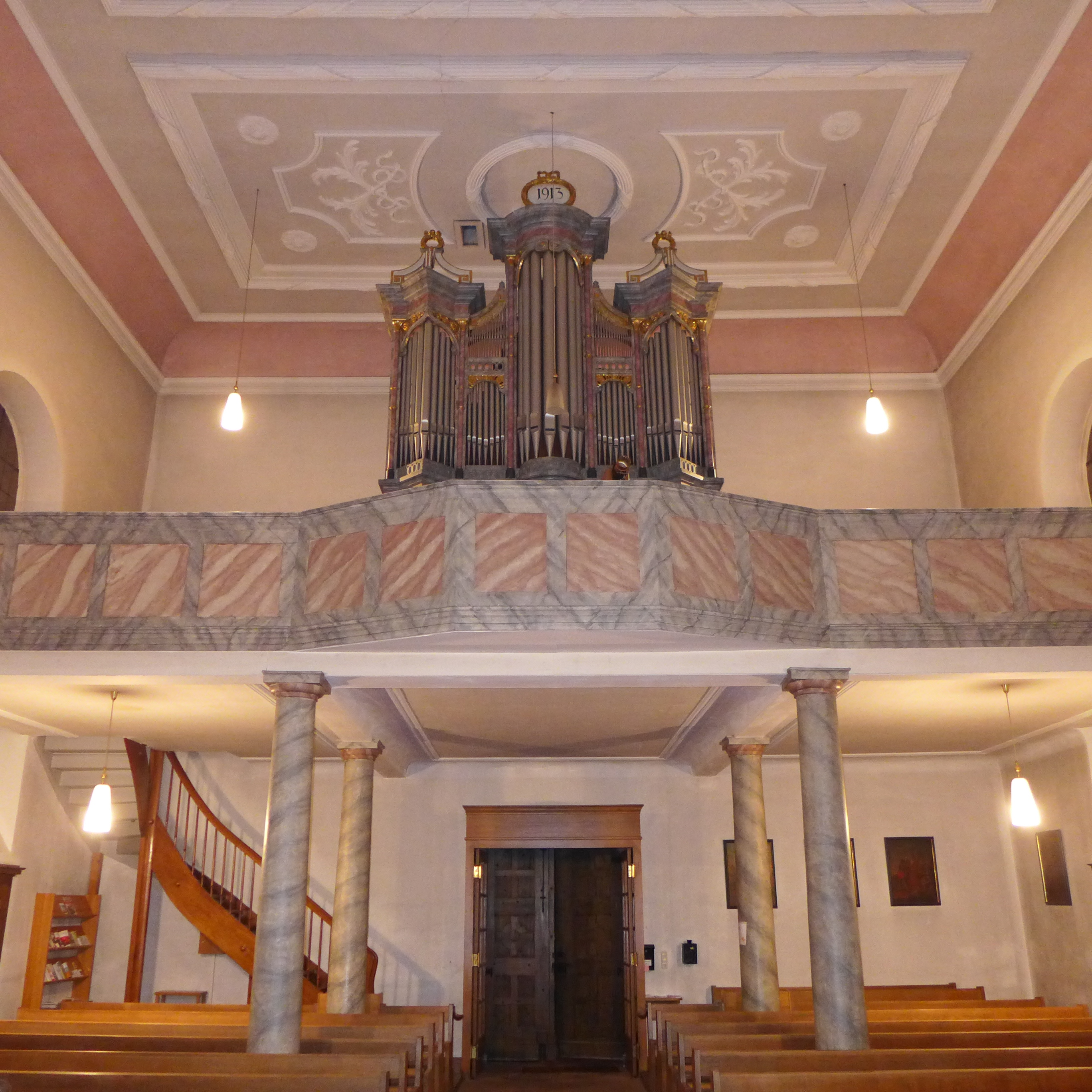
Empore mit Orgel
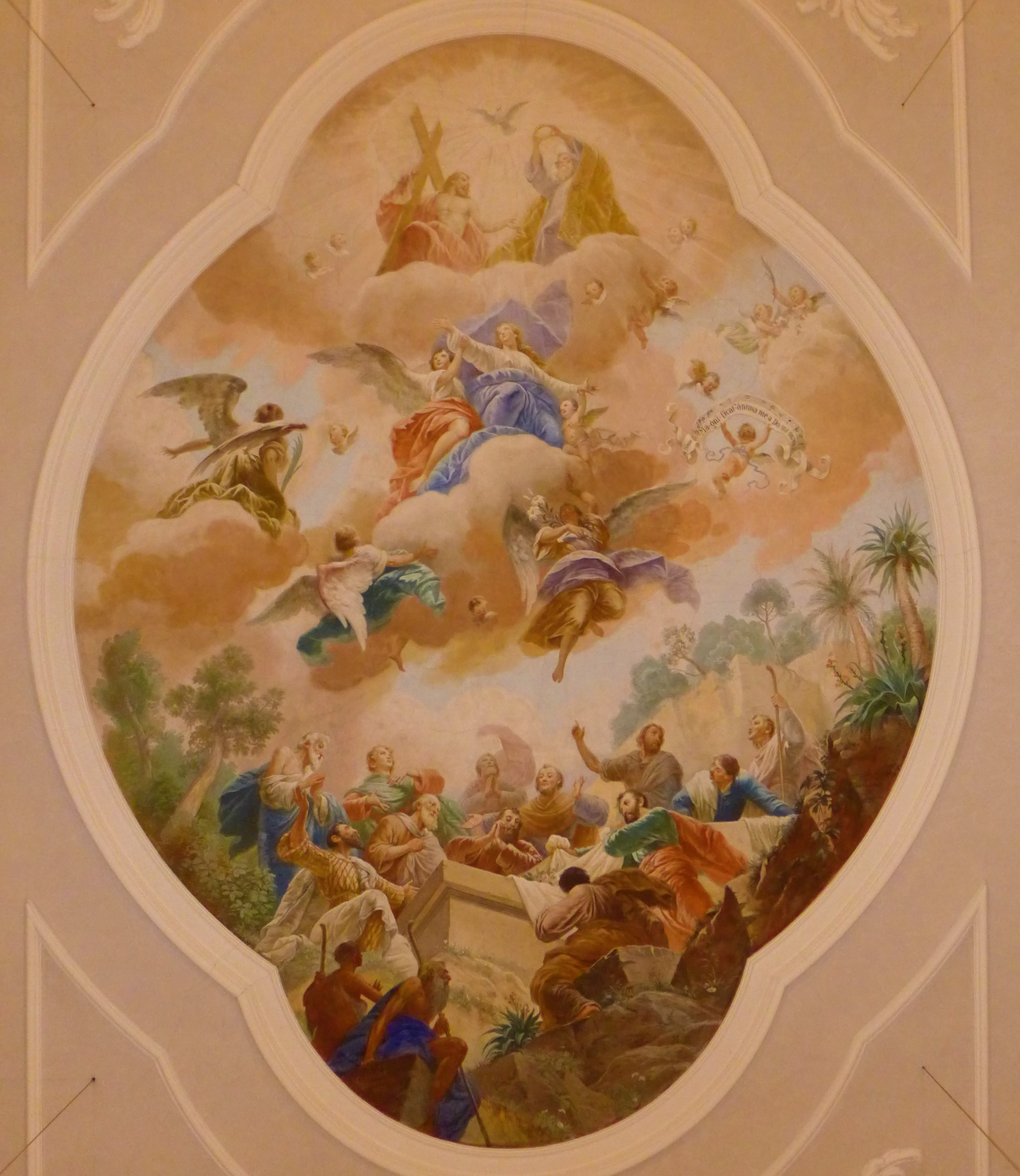
Deckengemälde mit der Himmelfahrt Mariens
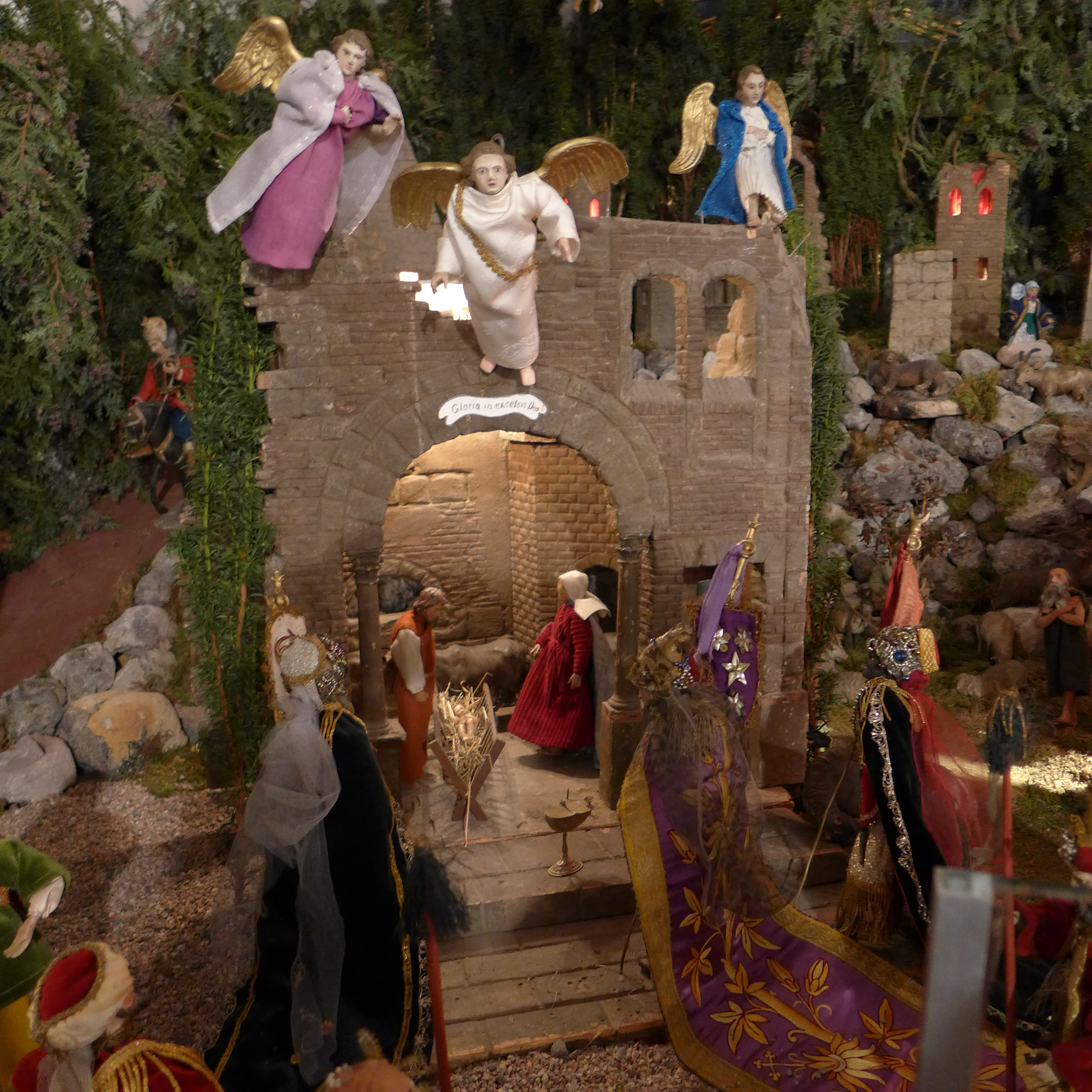
Krippe mit der Darstellung der Anbetung des Jesuskindes durch die Weisen aus dem Morgenland

Die Pfarrkirche ist ein mit einem Satteldach gedeckter Saalbau mit eingezogenem, halbrund schließendem Chor und nördlich angebauter Sakristei. Der unverputzte Sandsteinbau mit Werksteinrahmungen wurde im spätklassizistischen Stil in den Jahren 1822 bis 1827 errichtet. Die westliche Giebelfassade wurde im Jahr 1890 im neoromanischen Stil mit reichen Werksteingliederungen ergänzt. An den Chor schließt sich in südlicher Himmelsrichtung ein spätgotischer Turm des Vorgängerbaus über quadratischem Grundriss mit verschiefertem, oktogonalem Spitzhelm an.
Das Deckengemälde des Saalbaues thematisiert die Aufnahme Mariens in den Himmel. Eine Besonderheit der Ausstattung stellt die Ende des 19. Jahrhunderts aus München angekaufte Barockkrippe aus der zweiten Hälfte des 18. Jahrhunderts dar. Sie ist ein Geschenk des damaligen Neunkircher Bürgermeisters Andreas Weimer aus dem Jahr 1871 und zeigt die Geburt Jesu im Stall von Bethlehem, die Verkündigung an die Hirten, die Anbetung des Jesuskindes durch die Weisen aus dem Morgenland, die Flucht der heiligen Familie nach Ägypten, das Haus der heiligen Familie in Nazareth, die Darstellung Jesu im Jerusalemer Tempel sowie die Hochzeit zu Kana. Die aktuelle Orgel stammt aus dem Jahr 1913 und wurde von Balthasar Schlimbach aus Würzburg gefertigt.

## Wirtschaft und Infrastruktur

### Arbeitsplätze und Landwirtschaft
2017 gab es in der Gemeinde 195 sozialversicherungspflichtige Arbeitsplätze. Von der Wohnbevölkerung standen 655 Personen in einem versicherungspflichtigen Beschäftigungsverhältnis. Damit war die Zahl der Auspendler um 460 Personen größer als die der Einpendler. 18 Einwohner waren arbeitslos. 2016 gab es 22 landwirtschaftliche Betriebe.

### Bildung
2018 gab es eine Kindertageseinrichtung mit 62 genehmigten Plätzen und 63 Kindern.

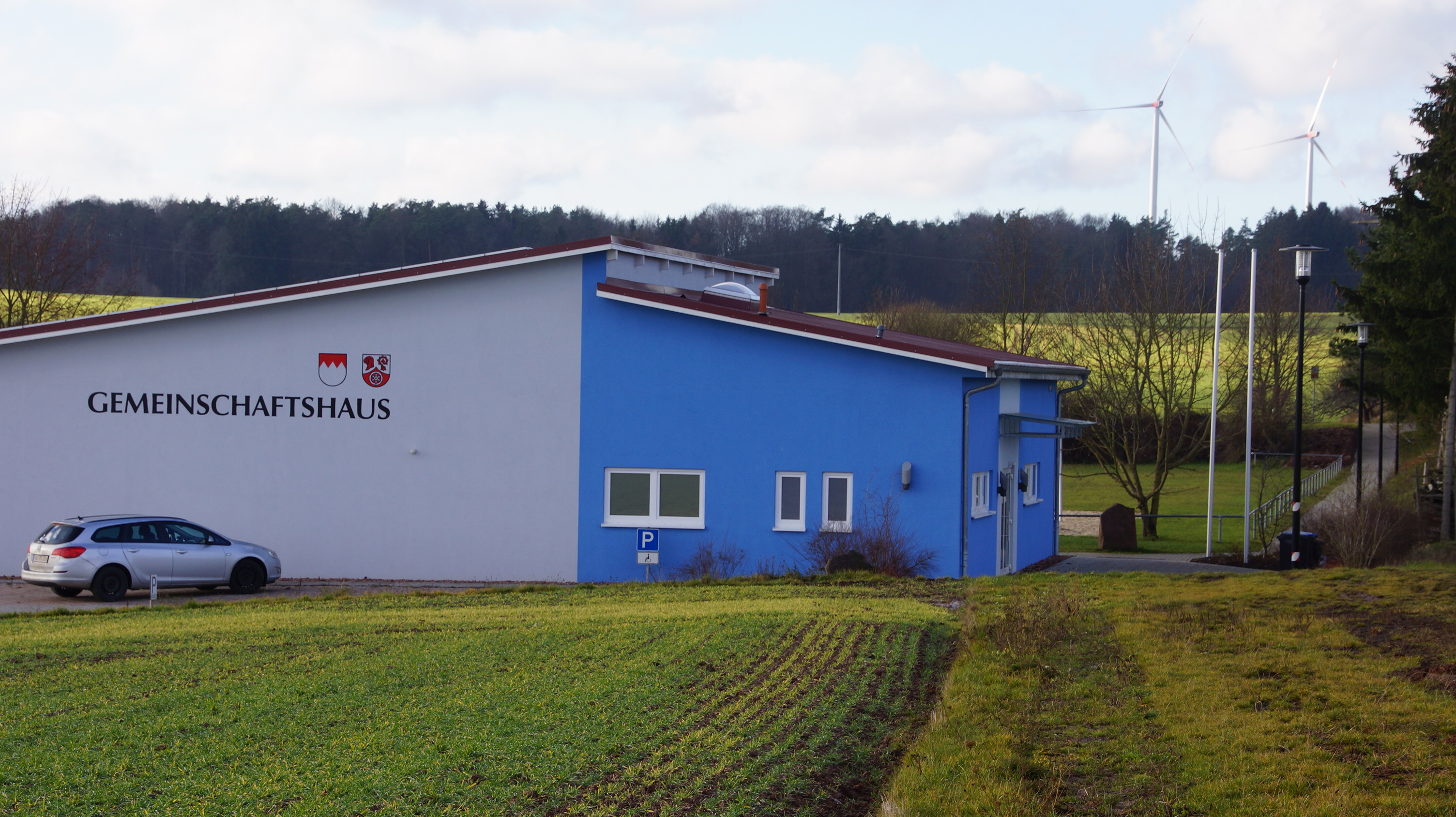
Gemeinschaftshaus

## Persönlichkeiten
- Andreas Weimer (1820–1900), Politiker, Landwirt und Mitglied des Landtages

## Ehrenbürger
- 1898: Bischof Ferdinand von Schlör, Richelbach
- 1967: Hauptlehrer Alfred Hauck, Richelbach
- 1975: Altbürgermeister Helmut Schell, Neunkirchen
- 1979: Pfarrer Georg Zenkert, Neunkirchen
- 1985: Altbürgermeister Rudolf Ditter, Richelbach
- 2003: Fritz Schmidt, Umpfenbach
- 2006: Alfons Wolf, Neunkirchen
- 2011: Ludwig Scheurich, Richelbach

## Kurioses
Neunkirchen
Das Vierzehn-Nothelfer-Fest im August war ein hoher Feiertag in der Gemeinde, an dem viele Gläubige von auswärts kamen. Hochamt und Prozession durch das Dorf waren Höhepunkt des Tages. Mit dem Fest war auch ein vollkommener Ablass verbunden. Dies führte zum Ortsnecknamen „Ablasstiker“.
Richelbach
In Richelbach war das „Arme-Leute-Gericht“ Semmede, eine in Öl ausgebackene einfache Mehlspeise, zu der es Apfelbrei gab, verbreitet. Dies führte bei den Nachbarorten zur Beschimpfung der Richelbacher als „Samedsfresser“.